# Gonatocerus
Gonatocerus är ett släkte av steklar som beskrevs av Christian Gottfried Daniel Nees von Esenbeck 1834. Gonatocerus ingår i familjen dvärgsteklar.

## Bildgalleri

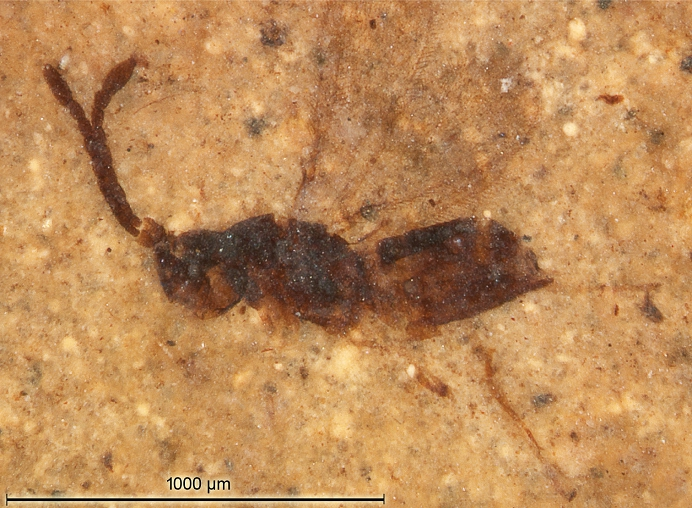

## Dottertaxa tillGonatocerus, i alfabetisk ordning[1][2]
- Gonatocerus acuminatus
- Gonatocerus aegyptiacus
- Gonatocerus africanus
- Gonatocerus americanus
- Gonatocerus angustiventris
- Gonatocerus annulicornis
- Gonatocerus anomocerus
- Gonatocerus anthonomi
- Gonatocerus antillensis
- Gonatocerus ashmeadi
- Gonatocerus asulcifrons
- Gonatocerus ater
- Gonatocerus atriclavus
- Gonatocerus aureus
- Gonatocerus australica
- Gonatocerus ayrensis
- Gonatocerus baconi
- Gonatocerus bakrotus
- Gonatocerus bashai
- Gonatocerus berijamus
- Gonatocerus bialbifuniculatus
- Gonatocerus bicolor
- Gonatocerus bicoloriventris
- Gonatocerus bifasciativentris
- Gonatocerus boswelli
- Gonatocerus bouceki
- Gonatocerus brevifuniculatus
- Gonatocerus breviterebratus
- Gonatocerus brunneus
- Gonatocerus brunoi
- Gonatocerus bucculentus
- Gonatocerus californicus
- Gonatocerus capitatus
- Gonatocerus carlylei
- Gonatocerus caudatus
- Gonatocerus chrysis
- Gonatocerus cincticipitis
- Gonatocerus cingulatus
- Gonatocerus circumvagus
- Gonatocerus comptei
- Gonatocerus cubensis
- Gonatocerus dakhlae
- Gonatocerus darwini
- Gonatocerus davinci
- Gonatocerus delhiensis
- Gonatocerus devikulamus
- Gonatocerus devitatakus
- Gonatocerus dies
- Gonatocerus dodo
- Gonatocerus dolichocerus
- Gonatocerus edentulus
- Gonatocerus elizabethae
- Gonatocerus ella
- Gonatocerus enicmophilus
- Gonatocerus fasciativentris
- Gonatocerus fasciatus
- Gonatocerus flagellatus
- Gonatocerus flaviventris
- Gonatocerus flavocinctus
- Gonatocerus flavus
- Gonatocerus floridensis
- Gonatocerus flosculus
- Gonatocerus fulgor
- Gonatocerus fulvipodus
- Gonatocerus fuscicornis
- Gonatocerus goethei
- Gonatocerus gregi
- Gonatocerus hackeri
- Gonatocerus haeckeli
- Gonatocerus hallami
- Gonatocerus heinei
- Gonatocerus helavai
- Gonatocerus helmholtzii
- Gonatocerus h-luteum
- Gonatocerus huberi
- Gonatocerus huxleyi
- Gonatocerus huyghensi
- Gonatocerus illinoiensis
- Gonatocerus impar
- Gonatocerus inaequalis
- Gonatocerus incomptus
- Gonatocerus indigenus
- Gonatocerus inexpectatus
- Gonatocerus inflatiscapus
- Gonatocerus io
- Gonatocerus ipswichia
- Gonatocerus johnstonia
- Gonatocerus juvator
- Gonatocerus kochi
- Gonatocerus kodaianus
- Gonatocerus koebelei
- Gonatocerus lamarcki
- Gonatocerus latipennis
- Gonatocerus lissonotus
- Gonatocerus litoralis
- Gonatocerus lomonosoffi
- Gonatocerus longicornis
- Gonatocerus longicrus
- Gonatocerus longior
- Gonatocerus longiterebratus
- Gonatocerus lucidus
- Gonatocerus macauleyi
- Gonatocerus maculatus
- Gonatocerus maga
- Gonatocerus malanadensis
- Gonatocerus margiscutum
- Gonatocerus masneri
- Gonatocerus mazzinini
- Gonatocerus merces
- Gonatocerus metchnikoffi
- Gonatocerus mexicanus
- Gonatocerus minor
- Gonatocerus mirissimus
- Gonatocerus monticolus
- Gonatocerus morgani
- Gonatocerus morrilli
- Gonatocerus mosesi
- Gonatocerus munnarus
- Gonatocerus musa
- Gonatocerus narayani
- Gonatocerus nassaui
- Gonatocerus nigricornis
- Gonatocerus nigricorpus
- Gonatocerus nigritarsis
- Gonatocerus nigrithorax
- Gonatocerus nonsulcatus
- Gonatocerus notabilis
- Gonatocerus novickyi
- Gonatocerus novifasciatus
- Gonatocerus nox
- Gonatocerus nuntius
- Gonatocerus orientalis
- Gonatocerus ornatus
- Gonatocerus ovicenatus
- Gonatocerus pachyscapha
- Gonatocerus pahlgamensis
- Gonatocerus partifuscipennis
- Gonatocerus pater
- Gonatocerus perdix
- Gonatocerus petrarchi
- Gonatocerus pictus
- Gonatocerus poincarei
- Gonatocerus portoricensis
- Gonatocerus priesneri
- Gonatocerus pygmaeus
- Gonatocerus quadrivittatus
- Gonatocerus ramakrishnai
- Gonatocerus rivalis
- Gonatocerus rogersi
- Gonatocerus romae
- Gonatocerus sahadevani
- Gonatocerus sarawakensis
- Gonatocerus shakespearei
- Gonatocerus shamimi
- Gonatocerus silhouettae
- Gonatocerus spectabilis
- Gonatocerus spinozai
- Gonatocerus sulcatus
- Gonatocerus sulphuripes
- Gonatocerus tamilanus
- Gonatocerus tarae
- Gonatocerus taringae
- Gonatocerus tenuipennis
- Gonatocerus terrigena
- Gonatocerus thyrides
- Gonatocerus tolstoii
- Gonatocerus trialbifuniculatus
- Gonatocerus tricolor
- Gonatocerus triguttatus
- Gonatocerus tuberculifemur
- Gonatocerus uat
- Gonatocerus udakamundus
- Gonatocerus unicolouratus
- Gonatocerus urocerus
- Gonatocerus utahensis
- Gonatocerus utkalensis
- Gonatocerus walkerjonesi
- Gonatocerus venustus
- Gonatocerus yerongae